# Die dunkle Seite (Frank Schätzing)
Die dunkle Seite ist der dritte Roman von Frank Schätzing, der 1997 entstand und ursprünglich im Emons-Verlag erschien. Nach dem großen Erfolg seines Romans Der Schwarm hat der Goldmann-Verlag eine vom Autor überarbeitete und aktualisierte Fassung 2007 neu aufgelegt. Die Handlung spielt überwiegend in Köln, entwickelt sich aber vor dem Hintergrund des zweiten Golfkriegs 1991 und dem Phänomen der Rekrutierung von Fremdenlegionären für die schmutzigen Aspekte des Kriegshandwerks. 2008 wurde die Verfilmung des Romans vom Fernsehsender RTL ausgestrahlt.

## Handlung
Acht Jahre nach dem Golfkrieg – 1999 – muss der türkischstämmige Kommissar Menemenci in Köln den brutalen Mord an einem Landsmann, dem scheinbar harmlosen und bei Nachbarn beliebten Gemüsehändler Mehmet Üsker aufklären. Dieser wurde offensichtlich systematisch und professionell gefoltert und schließlich mit drei Bauchschüssen qualvoll umgebracht. Zur gleichen Zeit bekommt die Privatdetektivin Vera Gemini vom smarten, aber auch geheimnisvollen Simon Bathge den Auftrag, seinen alten Freund Andreas Marmann ausfindig zu machen. Obwohl er seine Motive zunächst im Dunkeln lässt, macht Gemini sich auf die Suche und erfährt, dass Marmann nach seiner Zeit als Berufssoldat bei der Bundeswehr auf die schiefe Bahn geriet und an einem Banküberfall beteiligt war. Anschließend tauchte er bei der Fremdenlegion unter und schloss sich einer internationalen Söldnertruppe an. Angeblich sei er im Golfkrieg gefallen. Bald macht sie außerdem die Entdeckung, dass Marmann zusammen mit dem Foltermordopfer Mehmet Üsker in der Söldnertruppe gekämpft hat. Mit diesen Erkenntnissen konfrontiert überzeugt Bathge die Detektivin von seinen Zweifeln am Tod Marmanns und seiner Angst, dieser habe Üsker aus Rache wegen einer unterlassenen Hilfeleistung in Kuwait, als die Kameraden ihn mit einem Bauchschuss in der Wüste liegen ließen, umgebracht. Nun müsse er Marmann finden, bevor dieser ihn finde und ihn ebenfalls umbringe. Bei der Schwester Marmanns, einer fast völlig in die virtuelle Welt eines Computer-Rollenspiels versunkenen Nebenfigur, findet Gemini Hinweise, dass der Bruder ihr regelmäßig Geld überweist und somit tatsächlich noch lebt. Über Ymir Solwegyn, ein weiteres Mitglied aus dem Netzwerk ehemaliger Fremdenlegionäre, der mittlerweile einen heruntergekommenen Nachtclub in Köln betreibt, gelingt ihr die Aussicht auf Kontakt mit Marmann, der unter neuem Namen jetzt in Paris lebt. Unterdessen ist auch Kommissar Menemenci der Verbindung Üskers zur ehemaligen Söldnertruppe auf die Spur gekommen, kann jedoch den Tod Solwegyns und die Zerstörung des Nachtlokals durch ein Sprengstoffattentat nicht mehr verhindern. Üskers Mörder ist Vera und Bathge zuvorgekommen und lockt Marmann von Paris nach Köln. Im Schlussteil des Romans muss Vera Gemini die bittere Wahrheit erkennen, dass nicht Marmann der sich blutig rächende Zurückgelassene ist, sondern ihr mittlerweile zum Liebhaber avancierter Auftraggeber Simon Bathge, der sie benutzt hat, um zur Vollendung seiner Rache an den letzten der ehemaligen treulosen Kameraden heranzukommen. Zudem stellt sie fest, dass ihr Auftraggeber in Wirklichkeit gar nicht Simon Barthge ist, sondern Jens Lubold.

## Erstausgabe
- Frank Schätzing: Die dunkle Seite. Emons, Köln 1997, ISBN 3-89705-111-7